# Albert Leo Schlageter

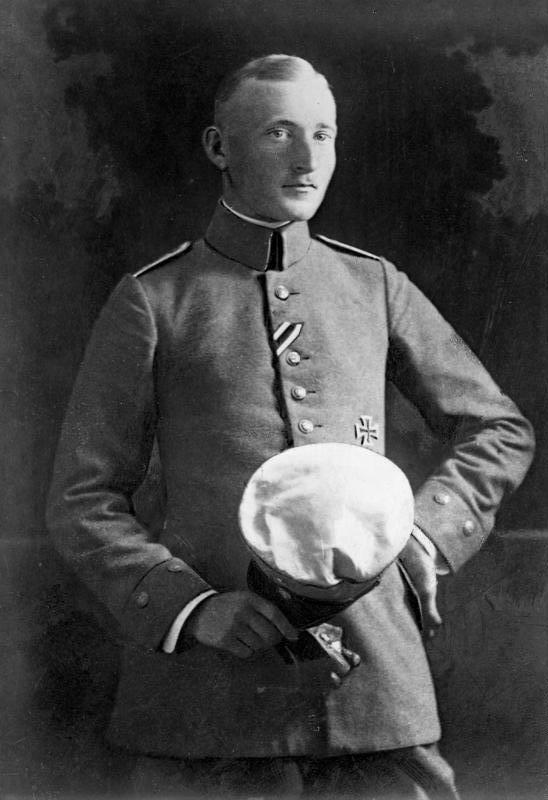
Albert Leo Schlageter in Uniform mit Eisernem Kreuz I. und II. Klasse (ca. 1918)

Albert Leo Schlageter (* 12. August 1894 in Schönau im Schwarzwald (Baden); † 26. Mai 1923 auf der Golzheimer Heide, Düsseldorf) war Soldat im Ersten Weltkrieg und Angehöriger verschiedener Freikorps. Schlageter war Mitglied der NSDAP-Tarnorganisation Großdeutsche Arbeiterpartei. Während der französisch-belgischen Ruhrbesetzung war er militanter Aktivist und wurde wegen Spionage und mehrerer Sprengstoffanschläge von einem französischen Militärgericht zum Tode verurteilt und hingerichtet.
Schlageter wurde in der Weimarer Republik nach seiner Hinrichtung nicht nur von rechten Kreisen zur Märtyrerfigur erhoben, sondern erfuhr „über Parteigrenzen hinweg“ erhebliche Sympathien. Die NS-Propaganda befeuerte den „Schlageter-Kult“ und machte aus ihm den „ersten Soldaten des Dritten Reiches“. Nach 1945 beschränkten sich Ehrungen auf den rechten Rand des politischen Spektrums. Seine heutige Rezeption in der Öffentlichkeit wird durch „Desinteresse und Despekt“ bestimmt.

## Leben

### Jugend, Weltkrieg, Studium, Baltikum-Einsatz (1919)
Schlageter wurde 1894 als sechstes von elf Kindern einer katholischen Bauernfamilie in Schönau im Schwarzwald im südbadischen Wiesental geboren. In Schönau besuchte er die Bürgerschule, anschließend in Freiburg im Breisgau das humanistische Berthold-Gymnasium und das humanistische Gymnasium in Konstanz, das heutige Heinrich-Suso-Gymnasium. Er wollte katholischer Priester werden, in seiner Gymnasialzeit lebte er im erzbischöflichen Konvikt Freiburg bzw. Konstanz.
Nach Ausbruch des Ersten Weltkriegs absolvierte er in Freiburg das Notabitur und meldete sich im Dezember 1914 als Kriegsfreiwilliger beim 5. Badischen Feldartillerieregiment Nr. 76, mit dem er im gesamten Kriegsverlauf als Artillerist an der Westfront kämpfte. Zum Wintersemester 1915/16 ließ er sich an der Universität Freiburg als Student der Theologie (Kriegsteilnehmer, „K“) einschreiben. 1917 wurde er zum Leutnant der Reserve befördert und im April 1918 mit dem Eisernen Kreuz I. Klasse für „besonders riskante Patrouillen“ ausgezeichnet. Bei Kriegsende befehligte er die 4. Batterie seines Regiments.
Anfang 1919, kurz vor seiner Entlassung aus dem Heer, verfolgte er das Theologiestudium in Freiburg nicht weiter und schrieb sich für Nationalökonomie ein. Gleichzeitig wurde er Mitglied der katholischen Studentenverbindung K.D.St.V. Falkenstein Freiburg im Breisgau im CV und trat auch in den Jungdeutschen Orden (Jungdo) ein. Im März 1919 brach er auch dieses Studium ab und trat in das Freikorps des Hauptmanns Walter Eberhard Freiherr von Medem ein, das in Waldkirch aufgestellt wurde. Die Reichsregierung hatte Aufstellung und Einsatz mehrerer Freikorps für den Lettischen Unabhängigkeitskrieg beschlossen. Den Baltikumern wurden vage Zusagen gemacht, von der lettischen Regierung Land zu Siedlungszwecken zu erhalten. Schlageter, der Bauernsohn, plante möglicherweise den Landerwerb. Als Batterieführer war er an der Eroberung von Riga im Mai 1919 beteiligt. Im Juni schloss er sich dem Freikorps Horst von Petersdorff an. Als die Reichsregierung im Oktober 1919 den Abzugsbefehl gab, kam es zu einer offenen Meuterei: Die Freikorps bildeten die Deutsche Legion, diese schloss sich, zusammen mit der Eisernen Division, der Russischen Westarmee an. Schlageter gehörte zusammen mit etwa 40.000 weiteren meuternden Kameraden dazu. Die Freikorps-Truppen mussten sich vor neuen lettisch-litauischen Truppen kämpfend nach Ostpreußen zurückziehen. Dabei kam es auf beiden Seiten zu großen Grausamkeiten, auf deutscher Seite zu Verbrannter Erde. Am 16. Dezember 1919 soll Schlageters Batterie als eine der letzten Einheiten die deutsche Grenze überschritten haben.

### Die Jahre 1920–1922
Ab Anfang 1920 gehörte Schlageter mit dem Freikorps Petersdorff zur Marine-Brigade von Loewenfeld, die in Breslau den Kapp-Putsch unterstützte und an der Niederschlagung des linken Märzaufstands im Ruhrgebiet beteiligt war. Schlageter nahm unter anderem an Straßenkämpfen in Bottrop teil. Nach der zwangsweisen Auflösung der Brigade Ende Mai 1920 arbeitete er als Landarbeiter, ehe er Anfang 1921 an Aktionen der illegalen Gruppe „Organisation Heinz“ des ehemaligen Freikorpsführers Heinz Hauenstein in Oberschlesien teilnahm. Nach zeitweiligem Aufenthalt in der badischen Heimat kehrte er anlässlich des Dritten Polnischen Aufstandes im Mai mit dem Freikorps Hauenstein („Sturmbataillon Heinz“) nach Oberschlesien zurück und nahm erneut an den dortigen Volkstumskonflikten teil. Nach dem Ende der Kämpfe versuchte Schlageter im Auftrag Hauensteins, den polnischen Untergrund in Danzig zu infiltrieren. Dazu bot er dem polnischen Geheimdienst den Verkauf angeblicher deutscher Militärgeheimnisse an, wurde jedoch bald als deutscher Agent erkannt. Der Geheimdienst ließ ihn ziehen, veröffentlichte aber Fotos von Schlageter und setzte eine Belohnung für seine Verhaftung aus, was ihn für weitere Geheimaufträge in Polen nutzlos machte. 1922 eröffnete Schlageter zusammen mit Hauenstein in Berlin ein Export-Import-Unternehmen. In der Literatur gibt es die Annahme, dass es dem illegalen Waffenhandel diente.

Teilfaksimile einer im Bundesarchiv, Bestand Hauptarchiv der NSDAP, NS 26/33 [sic!] vollständig überlieferten Mitgliederliste der GDAP/NSDAP.

Kaum ein anderer Punkt von Schlageters Biographie ist so umstritten wie die Frage, ob er Mitglied der NSDAP war. Hauenstein, Schlageter und Gerhard Roßbach, ein weiterer Freikorpsführer, hatten Adolf Hitler im August 1922 in München getroffen. Die Freikorpsführer fassten den Entschluss, die NSDAP in Norddeutschland, vor allem in Berlin, aufzubauen und dort Mitglieder zu werben. Für den 19. November 1922 hatten sie zur Gründungsversammlung der norddeutschen NSDAP eingeladen. Am 15. November 1922 erließ jedoch der preußische Innenminister Carl Severing ein Verbot der NSDAP nach § 14 Abs. 2 des Republikschutzgesetzes. Die Gründungsversammlung fand trotzdem statt, nur dass statt der NSDAP die Großdeutsche Arbeiterpartei (GDAP) als Tarnorganisation mit einem einschlägigen rechtsextremistischen und völkisch-antisemitischen Programm gegründet wurde. Sie wurde deshalb bereits nach kurzer Zeit ebenfalls verboten. Da Schlageter Gründungsmitglied der GDAP war und im Januar 1923 am ersten Reichsparteitag der NSDAP teilnahm, wird er als Nationalsozialist und NSDAP-Mitglied bezeichnet.
Vor dem Hintergrund, dass Schlageter vom Nationalsozialismus als „Blutzeuge“ in Anspruch genommen wurde, ist seine NS-Parteimitgliedschaft immer wieder bezweifelt worden. Dabei wurde vor allem ein Faksimile der GDAP/NSDAP-Mitgliederliste in einer einschlägigen NS-Publikation Friedrich Glombowskis aus dem Jahr 1934 quellenkritisch betrachtet, weil nicht die vollständige Liste, sondern nur ein Ausschnitt faksimiliert wurde. All diese Kritik ignoriert aber die mindestens seit 1988 bekannte Überlieferung der vollständigen Mitgliederliste der GDAP/NSDAP im Bundesarchiv.

### Ruhrbesetzung (1923)

#### Im „aktiven Widerstand“
Während der Ruhrbesetzung wurde Schlageter von Hauenstein für die Organisation Heinz aktiviert. Nach Ermittlungen der Politischen Polizei war es ein Oberingenieur Haller von den Krupp-Werken, der Hauenstein am 10. Januar 1923 über einen Mittelsmann kontaktieren ließ. Hauenstein wurde beauftragt, das französische Militär zu beobachten, den französischen „Spionagedienst“ zu überwachen und Transporte beschlagnahmter Kohlen nach Frankreich durch Sprengung von Bahnstrecken zu stören. Ein Sabotagetrupp von 20 Eisenbahnern aus Württemberg sei bereits vom Leiter des Reichsbahnschutzes, Karl Heiges, gebildet worden. Hauenstein sollte dazu noch Sprengexperten vermitteln.
Diverse Polizeibehörden stellten den Mitgliedern der Organisation Heinz falsche Pässe aus. Schlageter etwa beschaffte falsche Pässe vom Polizeipräsidium Bottrop. Insgesamt bestand das Kommando aus etwa 30 Mann. Schlageter leitete die 1. Gruppe mit anfangs zehn, später sieben Mann mit Sitz und Einsatzgebiet in Essen.
Hauenstein erklärte später, er habe sich persönlich Ende Januar 1923 in Berlin der Rückendeckung des Reichswehrministeriums versichert. Joachim von Stülpnagel habe ihm dort erklärt, dass das Reichswehrministerium großes Interesse an der Tätigkeit der Organisation Heinz habe, aber sich nicht unmittelbar damit befassen dürfe. Stattdessen sei er an Kurt Jahnke verwiesen worden. Damit wurde die Organisation Heinz in Jahnkes Versuch eingebunden, die verschiedenen Sabotagegruppen im Ruhrgebiet in einer staatlich lizenzierten, illegalen Sabotageorganisation zusammenzufassen. Zu diesem Zweck wurde in Münster von Privatpersonen, aber mit Rückendeckung der Reichswehr, eine Befehlsstelle unter der Leitung Franz von Pfeffers mit dem Tarnnamen „Zentrale Nord“ eingerichtet.
Nach Hauensteins Rückkehr wurde vor allem Schlageters Gruppe in Essen aktiv bei der „Überwachung und Verfolgung des französischen Spitzeldienstes“. Dazu wurde der Publikumsverkehr der Zentrale der französischen Besatzungsmacht in Essen überwacht. Zivilisten, die dort verkehrten, wurden beschattet, um „Kollaborateure“ und „Verräter“ zu identifizieren. Der Begriff des „Verrats“ konnte im Ruhrkampf dabei jede Art von Kontakten zur Besatzung bezeichnen. „Spitzelabwehr“ bedeutete, dass angebliche oder tatsächliche Spitzel aus dem besetzten Gebiet entführt und der Staatspolizei übergeben wurden. Von deutscher Seite wurden dadurch staatliche Exekutivmaßnahmen an nichtstaatliche Organisationen wie die Organisation Heinz überwiesen, die auch außerhalb der Legalität operierten. Selbstjustiz und Faustrecht nach dem Prinzip der Feme gegenüber vermeintlichen „Verrätern“ wurden von Polizeibehörden nicht nur geduldet, sondern zum Teil auch befürwortet. So handelte Schlageter nach Ermittlungen der Preußischen Politischen Polizei „in engstem Einvernehmen mit der Essener Polizeibehörde“. Die Essener Polizei überließ ihm zwei Maschinenpistolen, angeblich aus Beständen der Schutzpolizei.
Ermittelt wurde auch ein Fememord. Als die Essener Polizei den angeblichen Spitzel Synder auf Anordnung der französischen Besatzungsbehörde entlassen musste, nahm ihn die Gruppe Schlageter in Einverständnis mit der Polizei vor dem Polizeigebäude wieder fest und erschoss ihn in etwa 100 Metern Entfernung. Nach Angaben Hauensteins hatte die Polizei der Gruppe Schlageter dafür sogar einige Kriminalmarken überlassen. Schlageter gab später an, von all dem nichts zu wissen. Hauenstein behauptete indes, seine Organisation habe bis Mai 1923 acht „französische Spitzel“ „beseitigt“. Im Düsseldorfer Prozess gegen Schlageter wurde der Mord thematisiert, bildete aber keinen Anklagepunkt. Von deutscher Seite wurden solche Tötungsdelikte nicht weiter strafrechtlich verfolgt.
Eine andere Tätigkeit der Organisation Heinz war die Herstellung von Sprengkörpern, die an andere Sabotagegruppen verteilt wurden. Vom 19. März bis Ende August wurden im Ruhrkampf 180 Sabotageakte gegen den Zugverkehr verübt. Hauenstein beanspruchte für seine Organisation die Täterschaft bei 18 Anschlägen. Hauenstein gilt jedoch als unzuverlässiger Zeuge in eigener Sache, weil mindestens einer dieser Anschläge nachweislich von anderen Gruppen verübt wurde. Schlageter bezeichnete sich in einem Kassiber an Hauenstein vom 14. April 1923 als Ausführender bzw. Leiter einer Sprengung bei Kalkum (15. März) und einer beim Bahnhof Essen-Hügel (12. März). Bei Kalkum sollte auf der Bahnstrecke Köln–Duisburg zwischen Duisburg und Düsseldorf eine Eisenbahnbrücke über den Haarbach gesprengt werden. Die Angaben über den angerichteten Schaden widersprechen sich. Einige sprechen von einer Unterbrechung der Verbindung für mehrere Tage, andere von einer nur leichten Verbiegung der Eisenträger. Menschen kamen nicht zu Schaden. Im Sinne der Zentrale Nord war das freilich nicht, da sie „Anschläge, die nur Materialschaden verursachen“, für zwecklos hielt und ausdrücklich untersagt hatte. Die Zentrale Nord unter von Pfeffer verfolgte auch andere Ziele als die Saboteure des Bahnschutzes. Während die Sabotageakte der Eisenbahner Truppen binden und damit die Besatzungskosten erhöhen sollten, legten es die ehemaligen Freikorpsführer und nationalistischen Verbände darauf an, einen neuen Krieg zu provozieren, in der Hoffnung, die Franzosen schlagen und die Republik beseitigen zu können.
Die paramilitärischen Saboteure waren im Ruhrgebiet extrem unwillkommen; ihre Aktivitäten wurden von der Bevölkerung abgelehnt, weil die Besatzungsmächte Sabotageakte in der Regel mit scharfen Repressionen beantworteten und den wenigsten der Sinn solcher Aktionen noch aufgehen wollte. Auch der Rückhalt in der rheinischen Industrie schwand. Dass die preußischen Behörden nicht nur die Terroranschläge untersagt hatten, sondern zunehmend auch Terroristen verhaften ließen und Haftbefehle an die Franzosen weiterleiteten, veranlasste nationalistische Zeitungen später dazu, die preußische Regierung des Verrats an Schlageter zu beschuldigen.
Schon von Zeitgenossen wurde die Wirkung des aktiven Widerstands als gering eingeschätzt. Der britische Historiker Conan Fischer kommt zu dem Schluss, dass der aktive Widerstand verglichen mit dem passiven Widerstand, der von den Gewerkschaften und besonders von den Eisenbahnern getragen wurde, um die Weimarer Republik „gegen ausländischen Imperialismus und Militarismus“ zu verteidigen, marginal und weit weniger effektiv war. Der Schlageter-Mythos sei von den Nationalsozialisten dazu verwendet worden, den aktiven Widerstand zur Essenz des Ruhrkampfes zu stilisieren.

#### Verhaftung: Verrat oder Unvorsichtigkeit?
Dass die Verhaftung Schlageters Folge eines Verrats durch die preußische Regierung gewesen sei, war aber nur eine von mehreren Spekulationen, die dazu kursierten. Zwar gab es nach dem Anschlag bei Kalkum Zeugenaussagen, die am 5. April zur Fahndung nach einem „Albert Leo Schlagstein oder Schapeten“ führten. Aber Schlageter verhielt sich auch nicht sonderlich konspirativ. Als er vor dem Anschlag bei Kalkum in Kaiserswerth in einem Hotel übernachtete, trug er sich unter seinem richtigen Namen ein, obwohl er eigentlich einen gefälschten Pass verwendete. Noch am Tag seiner Verhaftung stieg er unter seinem richtigen Namen im Essener Union-Hotel ab. Hier wurde er noch am 7. April von Beamten der französischen Sûreté festgenommen.
Hauenstein beschuldigte später zwei Mitglieder seiner Organisation, Schlageter im Auftrag von Gerhard Roßbach verraten zu haben. Die Beschuldigten, Alfred Götze und Otto Schneider, führten deshalb 1928 einen Verleumdungsprozess gegen Hauenstein. Dabei konnte Hauenstein zwar einen Zeugen aufbieten, der bestätigte, dass Götze und Schneider für die französische Besatzungsmacht gearbeitet hätten. Ein Verrat an Schlageter wurde ihnen aber nicht nachgewiesen. Stattdessen ergab sich aus verschiedenen übereinstimmenden Aussagen, darunter eines Mitarbeiters des Hotels Union, der Hotelinhaberin und eines Stadtinspektors, dass Schlageter am Tag seiner Verhaftung stark angetrunken und mit einer Frau zusammen gewesen war. Aus den Aussagen kristallisierte sich heraus, dass der Frau in Schlageters Hotelzimmer ein Koffer mit Sprengkörpern aufgefallen sei und sie dies nach einem Streit der französischen Polizei mitgeteilt habe.
Die Gestapo nahm im Juni 1934 noch einmal Ermittlungen „in der Verratssache Schlageter“ gegen Götze und Schneider auf, die inzwischen zu SS-Sturmbannführern avanciert waren. Sie kam 1935 zu dem Schluss, Schlageter sei „durch Zufall unter Mitwirkung einer unbekannten Frauensperson“ bei einer Routinekontrolle aufgefallen. Er habe den Franzosen Pässe mit unterschiedlichem Namen vorgezeigt, so dass seine Verhaftung unvermeidlich geworden sei. Ohnehin hätten „Schlageter und seine Kameraden es im Ruhrgebiet häufig an der erforderlichen Sorgfalt fehlen“ lassen, so dass Schlageter wohl durch seinen eigenen Leichtsinn die Franzosen auf seine Spur brachte.
Die nationalistische Propaganda machte 1923 indes in völlig haltlosen Anschuldigungen den preußischen Innenminister Carl Severing nicht nur für den ersten Haftbefehl vom 5. April verantwortlich, sondern auch für die Inhaftierung Hauensteins am 12. Mai 1923, dem man noch eine Aktion zur Befreiung Schlageters zutraute. Die Polizei war auf Hauensteins Spur gekommen, als in der Nacht zum 11. Mai ein Mitglied eines von ihm gebildeten Stoßtrupps mit einer Maschinenpistole festgenommen worden war. Nach Schlageters Verhaftung war die Organisation Heinz allerdings so gut wie zerschlagen. Nur noch fünf Mann verblieben und ihr Einsatzgebiet beschränkte sich auf den Abschnitt zwischen Wupper und Ruhr. Friedrich Glombowski behauptete 1934, es seien Pläne zur Befreiung Schlageters ausgearbeitet gewesen. Hauenstein selbst behauptete das nicht. Er habe zwar mit Angehörigen der Kameradschaft Schill (geleitet von Viktor Lutze, sowie der Wiking-Gruppe um Erich Koch und Karl Kaufmann) einen Befreiungsversuch geprobt, aber die Männer seien zu ungeübt und ängstlich für eine solche Aktion gewesen. Die Übung sei das Stoßtruppunternehmen in der Nacht zum 11. Mai gewesen, bei der man eine französische Wache habe überwältigen wollen. Er drohte aber in seiner Vernehmung, die Sprengung des Durchgangszugs (D) Essen–Paris sei fertig vorbereitet, falls Schlageter hingerichtet werden sollte.

#### Prozess und Hinrichtung
Schlageter wurde mit mehreren Mittätern der Bildung einer kriminellen Vereinigung, der Spionage mit dem Ziel von Attentaten und vier Sprengungen angeklagt. Am 9. Mai 1923 verurteilte ihn ein französisches Militärgericht in Düsseldorf „wegen Spionage und Sabotage“ zum Tode. Das Todesurteil und seine drohende Vollstreckung riefen bei der deutschen Öffentlichkeit große Anteilnahme und Interesse hervor. Eine von den Verteidigern sofort beantragte Revisionsverhandlung fand am 18. Mai in Abwesenheit der Angeklagten statt. Die Revision wurde zurückgewiesen. Danach blieb nur noch ein Gnadengesuch, das zu stellen Schlageter jedoch ablehnte. Ein Gnadengesuch von Schlageters Eltern an das Gericht wurde vom Gefängnispfarrer unterstützt. Er wandte sich an den französischen Armeebischof, den Kardinal von Paris und das Rote Kreuz. Die Königin von Schweden, Viktoria von Baden, unterhielt sich mit der Mutter und versprach Hilfe. Das Außenministerium appellierte vergeblich an den Vatikan. Der französische Ministerpräsident Raymond Poincaré sprach keine Begnadigung aus. Vermutlich wollte er durch hartes Durchgreifen die französische Öffentlichkeit beeindrucken und im besetzten Gebiet ein abschreckendes Beispiel schaffen. Am 26. Mai wurde das Urteil durch Erschießen vollstreckt. Der Leichnam wurde noch am Morgen der Hinrichtung auf dem Düsseldorfer Nordfriedhof in einem Reihengrab kirchlich beerdigt.
Schlageter ist der einzige Attentäter aus dem sogenannten aktiven Widerstand, der wegen terroristischer Aktivitäten hingerichtet wurde. Zehn weitere Personen wurden von den Besatzungsbehörden zuerst zum Tode verurteilt, dann aber zu längerer Haft oder Zwangsarbeit begnadigt und nach Belgien, Frankreich oder in die französische Strafkolonie Saint-Martin-de-Ré verschickt. Für einen Fall vermutet Zwicker, dass Frankreich kein Interesse daran haben konnte, „einen zweiten Märtyrer zu schaffen“.
Nach dem Londoner Abkommen von 1924, das den Ruhrkampf beendete, wurden sie im Zuge einer Amnestie wieder freigelassen.

### Politisches Umfeld, politisches Selbstverständnis
Wenige Tage nach der Hinrichtung wurde in Parchim der Volksschullehrer Walter Kadow brutal misshandelt und erschossen, weil er verdächtigt wurde, kommunistischer oder französischer Spitzel zu sein. Die Mörder, darunter Rudolf Höß und Martin Bormann, waren Angehörige der Organisation Roßbach und stammten damit aus dem gleichen rechtsradikalen Milieu der Freikorps wie Schlageter. Sie rechtfertigten sich damit, ihr Opfer sei ein Verräter an der „deutschen Sache“ gewesen. Höß behauptete nach dem Zweiten Weltkrieg in Vernehmungen und in seinen autobiographischen Aufzeichnungen, Kadow sei der Verräter Schlageters gewesen. Entsprechende Hinweise finden sich nicht in der Urteilsbegründung des Parchimer Fememordprozesses oder anderen Quellen, so dass es sich, so Martin Broszat, um eine „objektiv ganz ungerechtfertigte Einbildung“ Höß’ gehandelt habe. Höß’ weitere Behauptung, er habe mit Schlageter im Baltikum, im Ruhrgebiet und in Oberschlesien gekämpft, lässt sich weder beweisen noch widerlegen.
Es sind nur wenige Selbstzeugnisse Schlageters überliefert. Eine Edition von Briefen wurde 1934 auf Initiative des Verlegers Paul Steegemann von dem Schriftsteller und Journalisten Friedrich Bubendey besorgt. Darin wurden allerdings nicht alle existierenden Briefe veröffentlicht, und die Verantwortlichen stellten ihre Ausgabe deutlich in den Dienst des Nationalsozialismus. Ernst von Salomon berichtete 1951 in seinem autobiografischen Roman Der Fragebogen, er habe 1935 Briefe im Besitz Hauensteins eingesehen, in denen Schlageter die Rolle der NSDAP im Ruhrkampf scharf kritisierte. Aber Salomon gilt als nicht immer glaubwürdiger Zeuge, und die Briefe sind bislang nirgendwo aufgetaucht.
Dementsprechend existieren nur wenige politische Aussagen Schlageters. Er war ein Gegner der Weimarer Demokratie und verurteilte die Republik 1919 als „neue[n] Sozialistenstaat“. 1922 behauptete er, der „unselige Frieden und unsere Politik nach dem Krieg lassen uns vollkommen verarmen und zu Sklaven machen“. „Unsere Staatsoberhäupter tanzen ja in jeder Beziehung so, wie die Entente pfeift“, so Schlageter, und hätten „das ganze Privatvermögen an unsere Feinde“ ausgeliefert. Manfred Franke rechnet Schlageter wegen solcher Aussagen zum rechtsradikalen Lager. Stefan Zwicker sieht in Schlageters Aussagen zwar noch keinen Beweis, dass dieser ein „Rechtsradikaler“ gewesen sei, möchte ihn als Freikorpsaktivist aber „sicher als rechts“ einordnen. In der Gesamtschau seiner Mitgliedschaft in der rechtsextremen Großdeutschen Arbeiterpartei, seiner Karriere in verschiedenen Freikorps und seiner aktiven Mitgliedschaft in der terroristischen „Organisation Heinz“ erscheint Schlageter als radikaler Nationalist und Nationalsozialist. Über die „Organisation Heinz“ war er Teil einer der „bedeutendsten rechtsradikalen Organisationen der frühen zwanziger Jahre“, der „Schwarzen Reichswehr“. In diesem typischen Gruppenmilieu sammelte sich der „harte Kern“ der rechtsradikalen Bewegung und bildete eine der wichtigsten Vorläuferorganisationen des Nationalsozialismus in Norddeutschland.

## Posthume geschichtliche Einordnung

### Öffentliche Reaktionen und erstes politisches Echo
Die Hinrichtung löste in Deutschland einen Proteststurm aus. Der Düsseldorfer Regierungspräsident Walther Grützner richtete noch am 26. Mai einen Brief an den französischen Stadtkommandanten Joseph Denvignes. Das deutsche Außenministerium reichte am 28. Mai eine Protestnote bei der französischen Regierung ein. Tenor des Protests war jeweils, dass die französische Besatzungsmacht kein Recht habe, deutsche Staatsbürger vor französische Kriegsgerichte zu stellen und noch dazu auf – nach deutschem Verständnis – unrechtmäßig besetztem deutschen Gebiet über deren Leben und Tod zu richten. Schlageter und die Attentate wurden hingegen in der Düsseldorfer Stadtverwaltung nüchtern und abschätzig beurteilt. Der badische Staatspräsident Adam Remmele schrieb am 15. Juni einen Brief an Reichskanzler Wilhelm Cuno, in welchem er Sabotageakte grundsätzlich kritisierte und deren Ende forderte.
Als die Reichsregierung auf Bitten der Familie bei den französischen Behörden die Erlaubnis erwirkte, Schlageters Leichnam nach Schönau zu überführen, inszenierten die Reichsbehörden die Überführung als Anklage gegen die Franzosen. Anlässlich der Exhumierung wurde am 7. Juni eine erste kleinere Gedenkfeier auf dem Nordfriedhof abgehalten, auf der Kaufmann Constans Heinersdorff und Gefängnispfarrer Hermann Faßbender Gedenkansprachen hielten. Am folgenden Tag wurde der Sarg nach Elberfeld im unbesetzten Gebiet überführt und eine weitere, weitaus größere ökumenische Trauerfeier mit mehreren tausend Teilnehmern veranstaltet. Faßbender, der zugleich Schlageters letzter Beichtvater war, stilisierte Schlageter dabei zum katholischen Nationalhelden. Es kam beinahe zu einem Eklat, als der Polizeipräsident versuchte, die Reichskriegsflagge, die unter einem Stahlhelm Schlageters Sarg bedeckte, zu entfernen. Schlageters Kameraden, darunter Wilhelm Hügenell, Viktor Lutze, Karl Kaufmann, August Jürgens und Karl Koch, lehnten dies ab, weil die Fahne Schlageters letztem Wunsch entsprochen habe.
Die eigentliche Überführung per Sonderzug wurde zur antirepublikanischen Demonstration. An verschiedenen Orten auf der Strecke nach Schönau wurde der Zug vom nationalistischen Bürgertum, von Studenten- und Soldatenverbänden und rechtsradikalen Verbänden erwartet, die demonstrative Einigkeit vorführten. Vor den Hauptbahnhöfen in Frankfurt am Main und Gießen etwa traten Delegationen der NSDAP, des Deutschnationalen Jugendbundes, des „Bundes Wiking“, des Jungdeutschen Ordens und der SA in militärischer Ordnung an und legten Kränze nieder. In Donaueschingen wurden ganze Schulklassen zum Bahnhof geführt.
Besondere Beachtung fand die Gedenkfeier in Freiburg. Der national gesinnten Professorenschaft galt der aus dem Schwarzwald stammende Schlageter als Symbol für heimatverbundenen Patriotismus. Hans Spemann, Rektor von Schlageters ehemaliger Universität und ein erklärter Gegner des Versailler Vertrags, suspendierte am 6. Juni die Lehrveranstaltungen und zog mit den Dekanen in vollem Ornat, mit Vertretern der Studentenschaft und Korporationen in einem gemeinsamen Trauerzug zum Bahnhof, wo sie sich mit Abordnungen der Offiziere von Schlageters ehemaligem Regiment und des deutschen Offiziersbundes und Schülern von Schlageters ehemaligem Gymnasium versammelten. Nach der Ankunft des Zuges legte Spemann zwei Kränze nieder, die in dem mit Blumen geschmückten und mit Hakenkreuzen versehenen halboffenen Packwagen verstaut wurden. Zu den Klängen von Ich hatt’ einen Kameraden schwor die Menge Schlageters Wahlspruch „Heil, Sieg und Rache“.
In der nationalkonservativen Presse Freiburgs hieß es, Personen aller Schichten hätten sich am Sarg versammelt, was die Gesellschaft verändern werde. Die sozialdemokratische Volkswacht hingegen sah in der Veranstaltung eine Provokation und fragte, ob es sich „um nationalistische[n] Rummel oder politische Kurzsichtigkeit“ handele. Es habe sich, so die Volkswacht abschließend, um „eine nationalistische und antirepublikanische Demonstration“ gehandelt, bei der sich wohl die „Hakenkreuzler, die die Leiche begleiteten, ins Fäustchen gelacht“ hätten. Die Identifikation mit dem stilisierten Schlageter, so die Historikerin Ute Scherb, habe sich aus einem Gefühl des Ausgeliefertseins gegenüber den Siegermächten gespeist, während Demokratiekritik an den Universitäten weit verbreitet gewesen sei. Die Feinde der Republik hätten dies zu nutzen verstanden.
In Anwesenheit der Honoratioren der Stadt, einem Regierungsbeamten und studentischen Abordnungen und den Freikorpskommandeuren Hubertus von Aulock und Walter Eberhard von Medem wurde Schlageter am 10. Juni 1923 in einem Ehrengrab auf dem Schönauer Friedhof beigesetzt. Am Tag der Beerdigung wurden landesweit Gedenkfeiern abgehalten, auch in München fand eine eigene Gedenkveranstaltung unter Beteiligung der NSDAP statt, auf der Erich Ludendorff, Hermann Kriebel und Adolf Hitler sprachen. Der Benediktiner-Abt Albanus Schachleiter hielt die Predigt des abschließenden Gottesdienstes. In Schönau hielt der Jungdeutsche Orden, dem auch Medem sowie der Vater und der Bruder Schlageters angehörten, in den folgenden Jahren Gedenkfeiern ab. Die Jahresgedenkfeier zum 26. Mai 1924 wurde von der badischen Landesregierung zunächst verboten. Schließlich wurde eine Trauerfeier am Grab gestattet, die aber von bewaffneter Gendarmerie begleitet wurde. 1926 weihte der Orden in Schönau ein Schlageter-Denkmal ein, dessen Grundstein man ein Jahr zuvor gelegt hatte. Die Freiburger Universität lehnte ab 1925 eine offizielle Teilnahme an den Gedenkfeiern in Schönau ab, spendete aber weiter Kränze. Besonders um das Andenken Schlageters bemühte sich auch der katholische CV, Schlageters ehemalige Studentenverbindung, dem auch Wilhelm Cuno und Faßbender angehörten. Der CV organisierte noch 1923 Gedenkfeiern in Augsburg, Berlin, Erlangen, Würzburg, Nürnberg, Wien und Innsbruck.
Die Demonstrationen führten auch zu einer politischen Debatte über Sinn und Zweck der Sabotage im Ruhrkampf. Anlässlich der Etatsdebatten im Preußischen Landtag Mitte Juni 1923 griff die DNVP die Gerüchte auf, Severing habe Schlageters Verhaftung zu verantworten. Die SPD reagierte, indem sie einerseits gegen Schlageters Hinrichtung energisch protestierte und andererseits die DNVP kritisierte, sie habe die Überführung zu nationalistischen Demonstrationen und Hetze gegen Innenminister Severing missbraucht. Die Deutsche Zentrumspartei proklamierte Schlageter als nationalen Helden, verteidigte aber Severing und warnte davor, zum aktiven Widerstand überzugehen. Auch der Abgeordnete Richard Hauschildt von der MSPD nannte die Hinrichtung rechtlich unhaltbar und grausam und warnte, dadurch würden in Deutschland nur Rache und Nationalismus genährt. Die Reichsregierung hatte ein Beileidstelegramm an die Familie geschickt.
Kurz darauf sorgte eine Rede für Aufsehen, die Karl Radek am 20. Juni 1923 auf dem 3. Plenum des Exekutivkomitees der Kommunistischen Internationale (EKKI) hielt. Darin nannte er Schlageter einen „Märtyrer des deutschen Nationalismus“ und sprach – bezugnehmend auf den Titel eines Romans Friedrich Freksas – von Schlageter als einem „Wanderer ins Nichts“, wenn die „nationalistischen kleinbürgerlichen Massen“ nicht gemeinsam mit den kommunistischen Arbeitern gegen das Kapital kämpfen wollten. Damit vertrat Radek eine neue Linie der KPD, die 1923 unter starkem Bezug auf patriotische Themen versuchte, „die sich proletarisierende Mittelschicht“ für sich zu gewinnen. Diese neue Politik wird ob der Rede auch als „Schlageter-Linie“ bezeichnet. Dem französischen Historiker Louis Dupeux zufolge entwickelten Radek und die Führung der KPD mit der „Schlageter-Linie“ eine großangelegte Strategie, um über die Einheitsfront hinaus die Mittelschicht und damit endlich eine breite Mehrheit für die Revolution zu gewinnen. Die neue Politik der KPD führte zu einer Diskussion mit Nationalisten (wie Ernst Graf zu Reventlow und Arthur Moeller van den Bruck) in der Presse, öffentlichen Konfrontationen und Aufrufen, aber nur ganz selten zu echter Zusammenarbeit. Sie war zudem, wie neuere Forschungen zeigen, innerparteilich höchst umstritten und wurde vor allem von der „Berliner Opposition“ auf dem linken Parteiflügel heftig bekämpft. Die Strategie wurde daher bereits im September 1923 aufgegeben.

### Mythisierung im „Schlageter-Kult“

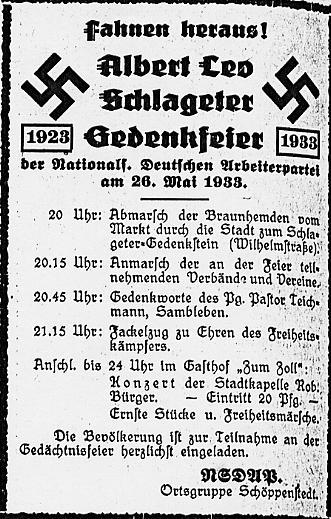
Aufruf für eine Schlageterfeier der NSDAP-Ortsgruppe in Schöppenstedt

Mit seinem Tod wurde Schlageter von der politischen Rechten „zum Nationalhelden emporstilisiert“ und als „die [Hervorh. i. Orig.] Integrationsfigur“ verwendet. Es entwickelte sich in diesem Teil des politischen Spektrums in der Weimarer Republik ein „Schlageter-Kult“, der zu zahlreichen Veröffentlichungen und die rechtsgerichteten Parteien nicht selten übergreifenden öffentlichen Veranstaltungen führte. Von Anbeginn spielten dabei Nationalsozialisten eine wichtige Rolle.
Noch im Frühjahr 1923 wurde innerhalb des SA-Regiments München, das einige Monate später am Hitler-Ludendorff-Putsch teilnahm, eine „Kompanie Schlageter“ begründet. Ebenfalls 1923 wurde von Paul Boeddinghaus mit Treu bis zur letzten Stunde ein Lied zum Gedenken an Schlageter getextet. Der Text wurde zur Melodie von Der gute Kamerad gesungen.
1923/1924 entstand eine als „Wanderverein Kolumbia“ firmierende, intern aber sich als „Schlageter-Kompanie“ bezeichnende Untergrundgruppe, die unter den Arbeitslosen des Ruhrgebiets für den Eintritt in die Reichswehr warb. Ihre Mitglieder schworen in einem feierlichen Ritual „eiserne Disziplin und Strafe für alle Verräter“. Als Symbol führte die Gruppe das Hakenkreuz.
Eine erste Schrift zu Schlageter erschien 1923 im Franz-Eher-Verlag, dem Parteiverlag der NSDAP. Schon 1926 errichteten lokale Initiativen erste Schlageter-Gedenkstätten, wie das Schlageter-Denkmal auf dem Höllenberg bei Visselhövede in Niedersachsen. Bei dessen Gestaltung fand das Hakenkreuz Verwendung. Neben Nationalsozialisten waren – so 1931 bei der Einweihung eines Schlageter-Denkmals am Hinrichtungsort in Düsseldorf – Abordnungen von Stahlhelm, Jungdo, Kriegervereinen, studentischen Korporationen und Redner der DNVP regelmäßige Teilnehmer von Schlageter-Gedächtnisfeiern.
Die politische Rechte glorifizierte seither Schlageter als nationalen Märtyrer, der einem Verrat seiner politischen Gegner zum Opfer gefallen sei. Dabei spielten die Nationalsozialisten und deren unmittelbare Vorläufer eine besonders aktive Rolle. Die „vermeintlichen Heldentaten Schlageters und seiner Gesinnungsgenossen (schufen) den Grundstock einer Propaganda, mit der über ein Jahrzehnt später das Dritte Reich seine Jugend in ähnlichem Sinne zu erziehen hoffte.“ So machte der NS-Dichter Hanns Johst in seinem zwischen 1929 und 1932 entstandenen „Schlageter“ seinen Titelhelden zum „ersten Soldaten des Dritten Reiches“: Er mythologisierte Schlageters Ende mit dem pathetischen Aufruf „Deutschland!!! Erwache! Erflamme!!!“ zum „Blutopfer“ für das deutsche Volk. Johsts „Prototyp des nationalsozialistischen Dramas“ wurde von den Nationalsozialisten als stärkste „dichterische Gestaltung der Gesinnung und Haltung unseres neuen Deutschland gefeiert“ und 1933 in mehr als 1000 deutschen Städten aufgeführt. Der Schriftsteller Ottomar Warlitz veröffentlichte 1924 das Drama Schlageter.
Zahlreich entstanden innerhalb der Grenzen des Reichs bereits vor, flächendeckend nach 1933 Schlageter-Denkmäler und -Haine, in Berlin die Schlageter-Siedlung der Frontkämpfer. Anlässlich der Feier zum zehnjährigen Todestag Schlageters am 26. Mai 1933 heroisierte der am 1. Mai 1933 der NSDAP beigetretene designierte Rektor der Universität Freiburg, Martin Heidegger, den Hingerichteten, der „seinem Schicksal“ nicht habe ausweichen dürfen, „um den schwersten und größten Tod harten Willens und klaren Herzens zu sterben.“
Als Stimmen der republikanisch-demokratischen Kräfte sprachen die Die Weltbühne oder Das Andere Deutschland vom „Schlageter-Rummel“ (Weltbühne, 1924) und vom „Rummel“ um „eine Landsknechtnatur, ein[en] Abenteurer, der nach dem Kriege ins bürgerliche Leben nicht zurückfinden konnte“ (Das Andere Deutschland, 1931). Die Weltbühne charakterisierte ihn als Oberhaupt einer „Gruppe von Terroristen“.

### Wahrnehmung nach 1945
1956 schrieb der 1937 exilierte deutsche Jurist und Historiker Erich Eyck in seiner in der Schweiz erschienenen Geschichte der Weimarer Republik, man könne „nicht bezweifeln, daß jedes andere Kriegsgericht, besonders auch jedes deutsche Kriegsgericht in analoger Lage das gleiche Urteil gefällt und vollstreckt haben würde.“
Für die Zeitgeschichtsforschung ist Schlageter ein nachrangiges Thema. Er sei, so ein regionalgeschichtliches Urteil, „persönlich recht unbedeutend“. Soweit Zeithistoriker ihn überhaupt wahrnehmen, rechnen sie ihn ganz überwiegend der frühen NS-Bewegung zu und erwähnen seine Heroisierung als „Märtyrer“ der „politischen Rechten“ im „Schlageter-Kult“.
Ehrungen Schlageters beschränken sich auf den rechtsextremen Rand des politischen Spektrums. Exemplarisch steht dafür der in den 1970er Jahren bestehende neonazistische Bund „Albert Leo Schlageter“. 1977 versuchte er an eine Ehrung von 1933 anzuknüpfen, indem er bei Passau am Ort eines Schlageter-Kreuzes eine Tafel in einer Art Runenschrift anbrachte. Ende der 1970er Jahre existierte in Südwestdeutschland eine „Wehrsportgruppe Schlageter“, die in Kontakt mit der „Wehrsportgruppe Hoffmann“ stand und deren Führer „persönliche Beziehungen zum mutmaßlichen Oktoberfest-Attentäter Gundolf Köhler“ hatte.
Als 1977 in Uelzen (Niedersachsen) ein schlageterkritisches Theaterstück von Schülern aufgeführt wurde, kam es zu einem schweren Tumult, an dessen Spitze eine Gruppe um den Rechtsextremisten Manfred Roeder, Führer der „Deutschen Aktionsgruppe“, stand. In Leserbriefen war von einer „Verunglimpfung Schlageters“, von dessen „Heldentum“, „Idealismus“ und „Opfersinn“ die Rede. 1980 veranstaltete die NPD an seinem Geburtsort eine Gedenkveranstaltung. Während der 1990er Jahre geriet Schlageter in rechtsextremen Kreisen nahezu in Vergessenheit. Anfang des 21. Jahrhunderts wurde Schlageters Todestag wieder zu einem Gedenktag in Neonazi-Kreisen. 2019 organisierten die Jungen Nationalisten (JN), die Jugendorganisation der NPD, einen „Kulturausflug“ in den Schwarzwald unter dem Motto „Auf den Spuren von Albert Leo Schlageter“.
Auch bei Burschenschaften gab es gelegentlich eine Wertschätzung für Schlageter. 1993 erstellte die Marburger Burschenschaft Rheinfranken ein Flugblatt, das an Schlageters 70. Todestag erinnerte („Vorbild der deutschen Jugend“, „im Zeichen der Aufopferung für sein Vaterland, die Volksgemeinschaft, für Werte die längst vergessen scheinen“). 2001 nahm die Burschenschaft Danubia München einen Vortrag „Albert Leo Schlageter – Leben und Tod eines deutschen Helden“ ihres Mitglieds Alexander von Webenau, zeitweise Bundesvorsitzender des Nationaldemokratischen Hochschulbunds (NHB) der NPD, in ihr Semesterprogramm auf. Ende Mai 2020 veröffentlichte die Danubia auf ihrem Facebook-Profil einen Beitrag im Gedenken an Schlageter.
Neben den (in der Literaturliste aufgeführten) wissenschaftlichen Publikationen existieren apologetische biografische Veröffentlichungen, die in der extremen Rechten zugehörigen Verlagen erschienen. Dort wird Schlageter wie in den Darstellungen der 1920er bis 1940er Jahre als „Freiheits- und Widerstandskämpfer“ dargestellt. In der Forschung wurden diese Schriften bislang in keiner Weise rezipiert.

### Denkmale und Namenspatenschaften

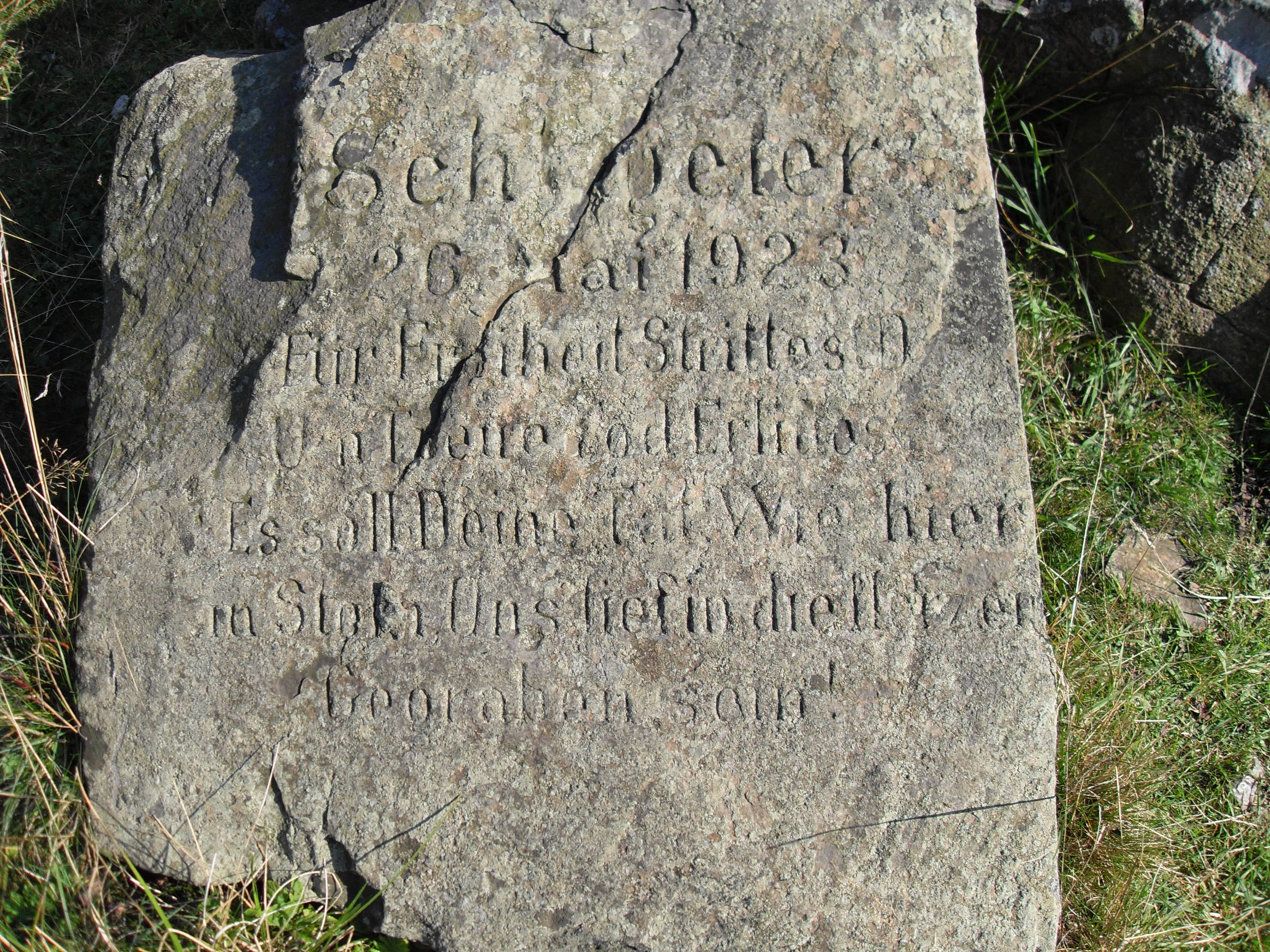
Ehemaliger Schlageter-Stein an der Hanskühnenburg im Harz, der Stein wurde im Sommer 2013 entfernt.

In der Weimarer Republik und im Nationalsozialismus entstanden etwa 100 Schlageter-Denkmale, von denen noch etwa 20 zumindest in Resten existieren. Zur bekanntesten Anlage seiner Art avancierte in nächster Nähe zu Schlageters Hinrichtungsort 1931 das Schlageter-Nationaldenkmal in Düsseldorf, das 1946 abgerissen wurde. Schlageter wurde außerdem zum Namensgeber diverser über ganz Deutschland verteilter Straßen, Orte, Organisationen, von denen die meisten zwischenzeitlich umbenannt worden sind. Die damalige Spielstätte des VfR Aalen wurde 1939 in Schlageter-Kampfbahn umbenannt.